# 第三极书局
第三极书局是原位于北京市海淀区北四环西路66号第三极文化中心5至8层的大型书店，现已停业。该书店曾为北京市最大的书店，也是中国内地最大的私营书店。

## 简介
2006年7月15日，北京市最大的书店第三极书局在中关村开业。退居北京市第二大书店的中关村图书大厦随即同第三极书局大打价格战。在价格战进行期间，两家书店的客流量和销量均大幅上升。
经中华人民共和国新闻出版总署调解，两家书店达成了10月16日停止促销的决定，第三极书局如约在10月15日停止促销。但随后第三极书局自称中关村图书大厦在10月16日依然在进行打折活动，因此决定将打折活动延长至10月20日。
2010年1月20日，由于经营不善，北京第三极书局有限公司宣布停业。